# 汤沟镇 (灌南县)
汤沟镇，是中华人民共和国江苏省连云港市灌南县下辖的一个乡镇级行政单位。

## 行政区划
汤沟镇下辖以下地区：
葛集村、大同村、沟东村、连五村、下窑村、金星村、支沟村和汤沟村。